# تيري ويلسون (ضابط شرطة)
تيري ويلسون هو ضابط شرطة كندي، ولد في 1964.